# Powrót z Góry Czarownic
Powrót z Góry Czarownic (ang. Return from Witch Mountain) – amerykański film przygodowy z 1978 roku, będący kontynuacją filmu Ucieczka na Górę Czarownic z 1975 roku.

## Treść
Tia i Tony, rodzeństwo obdarzone nadprzyrodzoną mocą, powracają znowu na Ziemię ze swojej ojczystej Góry Czarownic. Na miejscu Tony zapobiega groźnemu wypadkowi. Zwraca na siebie uwagę niegodziwego doktora Gannon i jego partnerki Lethy. Oboje porywają chłopca by wykorzystać jego moc do własnych celów. Tio robi wszystko, by go uratować. Nieoczekiwaną pomoc uzyskuje ze strony grupy młodocianych wagarowiczów oraz pana Yokomoto, kierowcy szkolnego autobusu...

## Obsada
- Ike Eisenmann  - Tony
- Kim Richards - Tia
- Christopher Lee - doktor Gannon
- Bette Davis - Letha
- Denver Pyle - wuj Bene
- Jack Soo - pan Yokomoto
- Richard Bakalyan - Eddie
- Brad Savage - Mięśniak
- Ward Costello - pan Clearcole
- Jeffrey Jacquet - Rocky